# 덕화중학교
덕화중학교(德和中學校)는 대한민국 대구광역시 수성구 상동에 있는 공립 중학교이다.

## 학교 연혁
- 1982년 12월 16일 : 덕화여자중학교 설립 인가(30학급 2,100명)
- 1983년 3월 1일 : 개교, 초대 한창희 교장 취임
- 1983년 3월 5일 : 제1회 입학식 거행(665명)
- 1983년 10월 20일 : 개교기념일
- 1984년 9월 18일 : 교실 13개 증축, 본관 교사 완공
- 1986년 2월 12일 : 제1회 졸업식 거행(663명)
- 1991년 9월 28일 : 후관 8개 교실 증축
- 2001년 11월 23일 : 학교 식당 및 급식 시설 준공
- 2003년 10월 4일 : 강당 신축
- 2004년 3월 1일 : 덕화중학교로 교명 변경
- 2006년 7월 10일 : 복싱부 창단
- 2008년 12월 24일 : 덕화도서관 개관식
- 2012년 9월 14일 : 급식실 개소식
- 2021년 3월 1일 : 제17대 양명순 교장 취임
- 2022년 1월 7일 : 제37회 졸업식 거행(90명. 누계 14,129명)
- 2022년 3월 2일 : 제40회 입학식(105명)

## 참고 자료
- 덕화중학교 - 한국교육학술정보원 학교알리미